# Таљони (Перуђа)
Таљони је насеље у Италији у округу Перуђа, региону Умбрија.
Према процени из 2011. у насељу је живело 52 становника. Насеље се налази на надморској висини од 197 м.